# Mellscope
Mellscope è il primo album realizzato in studio pubblicato dalla cantante J-pop nipponica Mell il 20 agosto 2008 sotto l'etichetta discografica Geneon.

## Brani
Il disco contiene quattro brani inediti, due brani remixati estratti dal suo repertorio, tre suoi vecchi singoli e due canzoni realizzati a suo tempo per alcuni Eroge.L'album è stato venduto anche in versione speciale in cui era incluso un DVD con vari contenuti extra.
1. SCOPE - 4:21
2. Red fraction - 3:41
3. Way beyond there - 5:04
4. repeat - 6:38
5. Virgin's high! - 4:21
6. no vain - 5:59
7. Permit - 4:09
8. Under Superstition - 4:59
9. kicks! - 3:49
10. The first finale in me - 5:09
11. Utsukushiku Ikitai -10 Years anniversary mix- (美しく生きたい?) - 5:13
12. repeat -Deep Forest remix- - 4:49